# Хырмандалы
Хырмандалы (азерб. Xırmandalı) — племя, проживавшее в Средней Азии, в Южном Азербайджане и Анатолии.

## Топонимика
Является названием одного из семейств племени Баят.

## История
В XI-XII веках представители племени Хырмандалы создали государство в Казвине.
В книге посла Сефевидов Орудж-бея Баята «Relaciones de Don Juan de Persia» упоминается и описывается это племя: “Хырмандалы мы называем маркизами”.

В одном из источников говорится о шахсевенском происхождении хырмандалинцев: 
«Шайсевен Таваби Магомед-хан… с народом своим шайсевеном поселился из Ердевиля с позволения Фатали-хана в Шабране и Мускюре, составляя следующие деревни: Баиндурли, Чаемагли, Хисун, Чагатай, Хайдчили, Кормандали, Гебели, Устадчали, Кеуладаели и другие, с их кроме положенной своему господину и Кубинскому хану собирается подать».
В XVI веке часть этого племени поселилась на территории Ардебиля. Хырмандалы, сыгравшие важную роль в политической жизни государства Сефевидов, за заслуги в приходе к власти шаха Исмаила I и шаха Аббаса I и укреплении государства получили звание «Шахсевенов». На основании письма вождей племени Губинскому хану Фатали-Хану (1758-1789) им было разрешено переселиться из Мугани на территорию Шабран-Мушкюра. После этого представители племени основали село Хырмандалы на Муганской равнине, на территории нынешнего Билясуварского района. Часть Хырмандалинцев поселилась в 60-70-х годах XVIII века на побережье Каспийского моря — на землях, благоприятных для рыбной и птичьей охоты, а также для выращивания сельскохозяйственных культур, содержания животных - нынешнее село Хырмандалы на территории Масаллинского района.